# Classe Piyavka
Le unità appartenenti alla classe Piyavka (progetto 1249 secondo la classificazione russa) sono pattugliatori fluviali utilizzati dalla marina russa per il controllo dei fiumi al confine con la Cina.
La classificazione russa è Pogranichnyy Storozhevoy Korabl (PSKR: imbarcazione della Guardia di Frontiera).

## Tecnica ed armamento
Le Piyavka sono una versione ingrandita dei Vosh: grazie alle loro dimensioni, hanno anche una discreta capacità cargo e, dunque, essere utilizzate per operazioni di appoggio e trasporto.
L'armamento, piuttosto leggero, comprende un cannone da 30 mm, due mitragliatrici da 12,7 mm in un impianto binato ed un lanciagranate da 30 mm.

## Il servizio
Queste imbarcazioni sono state costruite presso i cantieri navali di Chabarovsk, tra il 1979 ed il 1984.
Sono utilizzati dalla Guardia di Frontiera Federale per operazioni di pattugliamento sui fiumi Amur ed Ussuri (tutte le unità infatti sono inquadrate nelle omonime flottiglie fluviali).
Ne rimangono in servizio meno di una decina: PSKR-52, PSKR-53, PSKR-54, PSKR-55, PSKR-56, PSKR-57, PSKR-58 e PSKR-59.